# Xã Red Iron Lake, Quận Marshall, Nam Dakota
Xã Red Iron Lake (tiếng Anh: Red Iron Lake Township) là một xã thuộc quận Marshall, tiểu bang Nam Dakota, Hoa Kỳ. Năm 2010, dân số của xã này là 201 người.